# نفرین شده (سریال تلویریونی)
نفرین شده (انگلیسی: Cursed)، یک مجموعه اینترنتی آمریکایی در ژانر فانتزی ماجراجویی است که توسط فرانک میلر خلق شده‌است. کاترین لانگفورد در این سریال در نقش بانوی دریاچه ظاهر شده‌است که قدرت کنترل شمشمیر جادویی، اکس‌کالیبور را به دست می‌آورد. شمشیری که طبق افسانه‌ها، می‌تواند به پادشاه حقیقی اعلام وفاداری کند. گوستاو اسکاشگورد، پیتر مولان، دنیل شارمن و سباستین ارمستو، دیگر ستارگان سریال هستند.
نفرین شده در تاریخ ۱۷ ژوئیه ۲۰۲۰ از طریق نتفلیکس پخش شد. سریال با واکنش مثبت منتقدان همراه بود.